# Alex Pentland
Pour les articles homonymes, voir Pentland.
 (août 2017).
Alex Paul Sandy Pentland, né en 1952, est un informaticien américain professeur au MIT, serial entrepreneur[Quoi ?] et créateur du MIT Media Lab. 
Il est l'un des auteurs en informatique les plus cités. Son indice h est de 125. Ses recherches portent sur la physique sociale, le big data et la vie privée. Il est directeur académique de Data-Pop Alliance.

## Biographie
Pentland a reçu son bachelor à l'Université du Michigan et obtenu son doctorat en psychologie au MIT en 1982.
Il a commencé en tant que conférencier à l'Université de Standford en informatique et psychologie et a rejoint la faculté du MIT en 1986, où il est devenu directeur académique du Media Lab et reçu le siège du Toshiba en arts et sciences du média. Il siège au conseil d'administration du partenariat mondial pour le développement durable des Nations unies, l'American Bar Association, AT&T, et à plusieurs startups qu'il a co-fondé. Il a auparavant co-fondé et co-dirigé les laboratoires Medial Lab Asia à l'institut de technologie indienne et au Strong Hospital's Center for Future Health.
Il dirige le MIT Media Lab et le MIT Connection Science Program, qui explore l'utilisation du Big Data et de l'intelligence artificielle pour une meilleure compréhension de la société humaine ainsi que le Trust::Data Alliance, qui est un regroupement d'entreprises et nations développent des logiciels open source rendant l'IA et le Big Data sûrs, fiables et sécurisés. Il gère également le programme d'entrepreneuriat du MIT Media Lab, qui crée des entreprises pour intégrer des techniques de pointe dans le monde réel. Il est aussi directeur académique de Data-Pop Alliance, un projet sur le Big Data et le développement humain co-créé par le MIT Media Lab, l'Harvard Humanitarian Initiative et l'Institut du Développement Outremer.
En 2011, Forbes le nomme comme l'un des sept scientifiques de donnés les plus puissants du monde, aux côtés du fondateur de Google et du directeur des technologies des États-Unis.

## Travaux
Les recherches de Pentland portent sur la sociophysique (ou physique sociale), le Big Data et la vie privée. Ses recherches aident les gens à mieux comprendre la physique de leur environnement social et aide les individus, entreprises et communautés à se réinventer pour devenir plus sûrs, productifs et créatifs. Il a précédemment été le pionnier de l'informatique portable, des technologies pour les pays en développement et de la compréhension d'image. Ses travaux de recherches ont été présentés dans Nature, Science,Harvard Business Review, ainsi que dans des reportages télévisés sur BBC World : Discover and Science channels.
Son dernier ouvrage, Social Physics, décrit des travaux de recherches ayant à la fois gagné le prix McKinsey de Harvard Business Review et le 40e anniversaire du Grand Défi Internet. Son livre précédent, Honest Signals, dérivait une recherche qui a été primée comme l'Idée de l'Année, par le Harvard Business Review. Il est un conseiller du projet Enigma.

## Publications
- (en) Alex Pentland et Roberto Cipolla, Computer Vision For Human-Machine Interaction, Cambridge University Press, 1998
- (en) Alex Pentland, Honest Signals : How They Shape Our World, MIT Press, 2008
- (en) Alex Pentland, Social Physics : How Good Ideas Spread—The Lessons from a New Science, Penguin Press, 2014
- (en) Alex Pentland et David Shrier, Frontiers of Financial Technology : Expeditions in future commerce, from blockchain and digital banking to prediction markets and beyond, Visionary Future, 2016
- (en) Alex Pentland, Yaniv Altshuler et Afred M. Bruckstein, Swarms and Network Intelligence in Search, Springer, 2017

## Prix
- Best Paper Prize, American Asso. Artificial Intelligence (AAAI) 1984[14]
- Best Paper Prize,  and Electronic Engineers (IEEE) 1991
- The Century Club (100 people to watch in the next century), Newsweek, 1997
- Most Influential Paper of Decade Award, Intl. Asso. Pattern Recognition, 2000
- Senior Fellow, Design Futures Council, 2000
- Jean Pierre Devijver Prize for Best Paper, Intl. Asso. Pattern Recognition, 2001
- Alcatel Science and Technology Award, LINCOS (Little Intelligent Communities), 2001
- The  Award for Equality, LINCOS Project, 2001
- Most Visionary Technology, MIT  Forum, 2003
- Ars Electronica’s `Digital Communities’ Award, 2004
- Idea of the Year,  Today, for Memory Glasses 2006
- Reality Mining: 10 Technologies That Will Change The Way We Live, Technology Review 2008
- Future of Health Technology Award, FHT Institute, 2008
- Carlos Ghosn Award, Nissan, 2008
- Gagnant du 40e anniversaire du grand Challenge Internet, 2010
- McKinsey Award, Harvard Business Review, 2013
- Best Book Innovation, Strategy and Business, 2014
- Brandeis Patient Privacy Award, 2015